# 原生生物
原生生物（学名：或；英語：或）是一个笼统的称呼，泛指真核域中不属于植物、动物和真菌界下的所有生物，是一个分散于众多不同支序群的非正式集群。原生生物大多是个体微小、肉眼无法看见的单细胞生物或简单多细胞生物，有细胞核和原生质膜包围的细胞器，是较为基群的真核生物，所包含的生物除了结构均相对简单以外并无相似处。现今，基于系统发生学的分类方式已取代旧有基于共同点的分类方式，取消“原生生物界”的称呼；但是，术语“原生生物”至今仍然被用于非正式地描述这些生物的形态学和生态学特征。
原生生物谱系是一个多系群而非单系群，因为它们并不是一个自然分類單元（类群），其成员跨越了多个超类群（包括原始质体生物、变形虫门、古虫界、SAR超类群、OBA超类群等），各个超类群之间差异很大且不知道他们的派生关系。過去單純为了研究方便，将这些细胞结构、繁殖和生活史等方面表现出很大的差异的生物暂时归为一类，属于垃圾箱类群。
原生生物主要生活在包含液态水的环境中。藻类等原生生物会进行光合作用，同时他们也是生态系统中的初级生产者，在海洋中这类生物属于浮游生物。其他的原生生物会导致一系列的较为严重的人类疾病，这类生物有比如动质体和頂複門动物等，导致的疾病包括部分種類的阿米巴原蟲、疟疾和非洲锥虫病等。
单细胞原生生物虽没有细胞分化，为了执行各种生物学功能，结构更为复杂。结构复杂、变异多样的始祖原生生物发展成为现代原生生物的祖先以及多细胞真核生物——植物、真菌和动物。

## 分类

### 历史分类
德国生物学家格奥尔格·奥古斯特·戈德弗斯在1830年第一次将原生生物与其它生物区分开来，他使用“protozoa”（原生动物）一词来指代例如纤毛虫和珊瑚等生物。这一生物分类在1845年被扩展到包含所有单细胞动物，例如有孔虫门和变形虫等。19世纪60年代英国生物学家约翰·霍格第一次提出了Protoctista这一正式的生物分类学，他认为原生生物应该包括在他看来原始的单细胞动物和植物。霍格将原生生物定义为“自然界的第四界”，其它三界分别为植物界、动物界和矿物质界。
在1866年，德国生物学家恩斯特·海克尔将矿物质界移出了生物分类学，并将原生生物命名为“protists”，使当时的生物分类为植物界、动物界和代表“原始生命界”的原生生物界。那时原生生物依据其与更高一级的界的生物的相似性而被分为三个类别：
- 「类似动物」的原生动物（protozoa）或称类动物原生生物[7]（animal-like protists）。
- 「类似植物」的叶状植物（英语：Thallophyte）（thallophyte）或称类植物原生生物（plant-like prostists），主要指单细胞藻类。
- 「类似真菌」的原生菌[8]或称类真菌原生生物[9]（fungus-like protists），主要含黏菌与水黴。

这种基于共同點，缺乏深度的分类方式被基于系统发生学（演化过程中生物的相關性）的分類方式所取代。但是这類術语至今仍然被用于描述这些生物的形态学和生态学特征。
一个世纪后，美国生物学家赫伯特·克普兰恢复了霍格的命名方法，他认为“Protoctista”字面意思为“最先建立的生命”，同时他还抱怨称海克尔的命名“protista ”还包括了如细菌在内的无核微生物，而他自己的“Protoctista”命名不包括这类生物。克普兰的命名指代了含有细胞核的真核生物，例如硅藻、绿藻和真菌。1959年，美国生物学家罗伯特·魏泰克提出真菌应自成一界，从而建立了包含真菌界、动物界、植物界和原生生物界的四界分类系统；1969年，他又将无细胞核细菌独立出来，建立原核生物界，原生生物则只代表真核微生物，这形成了五界分类系统。这一分类系统一直被广为接受，直到20世纪末。那时分子系统发生学开始得到发展，人们开始意识到原核生物和原生生物两者均不是一类具有相关性生物的集合（他们不是单系群）。

### 现代分类

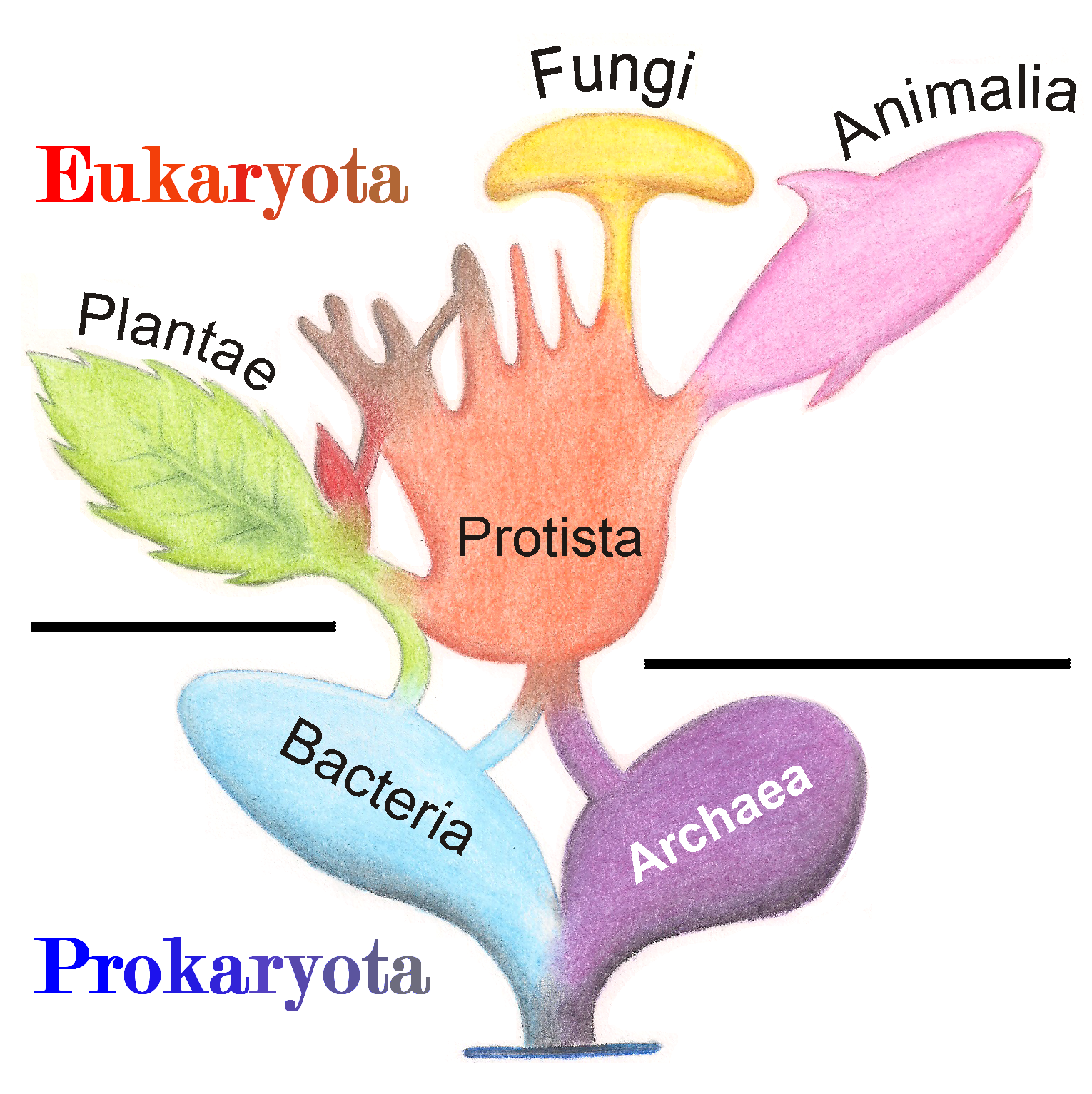
生物的系统发生和系统发生树，显示真核生物的起源

目前“protist”这一术语被用来指代一系列的单细胞真核生物，这些生物可能以单独细胞的形态或者以群落的形式存在，并且没有分化出特别的组织。而“protozoa”则被用来指代原生生物中不形成丝状结构的异營生物。这两个属已经不再在现代生物分類学中使用，而仅仅是用来非正式指代其所代表的生物。
生物分类学中对原生生物的分类依旧在发生变化，较新的分类尝试基于超微结构、生物化学和基因学层面使其指代单系群的生物。由于原生生物整体来看是并系群，因此如上所述的分类方法会使现有的界分类分裂或者被弃用，而不能将原生生物作为真核生物里的一个单独的支线。由Adl et al. (2005)最近提出的一个方案既不会干扰生物分类学的正式分类，又可以将生物体编入一个分级编目中，这使得生物分类在相当长的一段时间内可以变得更稳定并易于更新。原生生物分类中有一些被认为是门分类的已经在本文右侧的信息框中列出，其中有很多被认为是单系群，但是目前仍缺乏证实。例如古虫界生物可能不是单系群的，又例如只有当定鞭藻门和隐藻门被排除在外时，囊泡藻界生物才能说是单系群的。

## 特征
- 原生生物是简单的真核生物，多为单细胞生物，亦有部分是多细胞的，但不具组织分化。这个界别是真核生物中最低等的。
- 製造養分的方式，有的跟真菌一樣，吸收外界的营养；有的能行光合作用，亦能捕食，例如裸藻。
- 所有原生生物都生存于水中。

常見的原生生物包括纤毛虫（ciliates）、变形虫、疟原虫、粘菌、浮游生物、海藻，也有光自營的单细胞游动微生物，如眼虫等。

## 差异性
单细胞原生生物虽没有细胞分化，为了执行各种生物学功能，结构更为复杂。结构复杂、变异多样的始祖原生差异巨大，逐渐发展为现今的植物、真菌和动物。

### 表面
- 只有原生质膜：变形虫
- 原生质膜外有胞外物质
- 有坚硬的细胞壁：硅藻、放射虫

### 运动方式
- 鞭毛或伪足
- 纤毛运动

### 营养类型
几乎所有的原生生物都进行有氧呼吸。他们的营养方式也是真核生物中变异最大的，有些为自營，有些为异營，还有些为混合营养的，可行光合作用和异养。
- 光能自养型
- 光能异养型：鞭毛虫
- 化能异养型
- 混合营养型

也可以根据类似的分类进行分类：
- 类似植物：藻类，一含有叶绿体， 能进行光合作用的自营营养方式。
- 类似菌类：原生菌类，一吞噬有机物或分泌酵素，分解并吸收有机分子的异营营养方式。
- 类似动物：原生动物类，一吞噬大食物而为异营的营养方式[16]。

### 摄食方式
- 胞口摄食
- 伪足吞噬
- 胞饮

### 排泄
- 伸缩泡的伸缩活动

### 细胞骨架
- 如藻类的细胞壁
- 内骨骼：放射虫
- 外壳：有孔虫

## 原生生物
真核生物除動物、植物、真菌三界之外統稱原生生物，爲並系群。
- 等輻骨蟲綱（Acantharea），如等棘蟲。
- 放射蟲綱（Polycystinea）
- 雙滴蟲類（Diplomonadida），如曲滴蟲、賈第蟲。
- 副基門（Parabasalidea）
  - 毛滴蟲綱（Trichomonada）
  - 超鞭毛綱（Hypermastigia）
- 透色门（Percolozoa）或葉足门（Heterolobosea），如集胞菌。
- 眼蟲門（Euglenozoa）
  - 動質體目（Kinetoplastida）
  - 眼蟲綱（Euglenida）
- 隱藻綱（Cryptophyta）
- 定鞭藻綱（Haptophyceae），如球石藻、等鞭金藻、棕囊藻。
- 不等鞭毛類（Heterokonta），除下列分類還包括輻球蟲、蛙片蟲等。
  - 金藻綱（Chrysophyceae）
  - 硅鞭藻綱（Dictyochophyceae）
  - 針胞藻綱（Raphidophyceae）
  - 前毛壺菌綱（Hyphochytriomycetes）
  - 卵菌綱（Oomycetes）
  - 褐藻門（Phaeophyceae），如海帶、巨藻、馬尾藻、墨角藻。
  - 硅藻門（Bacillariophyta）
  - 黃藻門（Xanthophyceae）
- 囊泡蟲類（Alveolata）
  - 頂複門（Apicomplexa），如瘧原蟲。
  - 纖毛蟲類（Ciliophora），如喇叭蟲、中縊蟲、榴彈蟲、草履蟲、四膜蟲。
  - 双鞭毛虫門（Dinophyceae）
- 單孢子蟲門（Haplosporidia）
- 絲足蟲類（Cercozoa）
- 根腫菌類（Plasmodiophorida）
- 粒網足蟲類（Granuloreticulosea），如有孔蟲。
- 葉足綱（Lobosea），如變形蟲（阿米巴）。
- 黏菌門（Mycetozoa）
- 原始色素體生物（Archaeplastida）
  - 灰胞藻門（Glaucophyte）
    - 灰胞藻綱（Glaucocystophyceae）

  - 紅藻門（Rhodophyta），如石花菜、紫菜。
    - 紅藻綱（Rhodophyceae）

註：以上真核生物列表不完全，尚包括有其他一些未歸類原生生物。